# Брукендаль
Брукендаль (нем. von Brückendahl) — дворянский род.
Эстляндский дворянский род, основанный выходцами из древней германской фамилии братьями Иоганном-Антоном, Францем и Георгом-Венцелем фон Брукендаль, которые 6.11.1711 были внесены в эстляндский матрикул.
Франц Егорович Брукендаль (1726—1809), был командиром 3-го кирасирского полка (1774—1775); 26.11.1775 года бригадир Брукендаль получил за выслугу лет орден Св. Георгия (№ 282).
Полковник Фёдор Васильевич Брукендаль, участник Отечественной войны 1812 года, 17.05.1843 года был внесён в III часть дворянской родословной книги Рязанской губернии.